# 同済路駅
同済路駅（どうさいろ-えき）は、中華人民共和国広東省仏山市禅城区汾江中路と同済路の間、季華や祖廟商業区の隣にある、仏山地下鉄1号線の駅である。

## 駅構造
- 島式ホーム1面2線の地下駅。ホームドア設置駅。

## 歴史
- 2010年11月3日 - 開業。

## 隣の駅
仏山地下鉄
■1号線
季華園駅 - 同済路駅 - 祖廟駅